# 155 mm L Mle 1924
Il Canon de 155 mm Long Modèle 1924 (abbreviato in 155 mm L Mle 1924) era un cannone pesante belga della seconda guerra mondiale. Dopo l'invasione tedesca del Belgio nel 1940, pezzi preda bellica furono immessi in servizio dallo Heer con la denominazione 15,5 cm Kanone 432(b).
Il pezzo venne realizzato sull'affusto tedesco del 13,5 cm K 09, modificato per il traino meccanico nel 1917. Veniva scomposto in due carichi per il traino.